# Aaron Baddeley

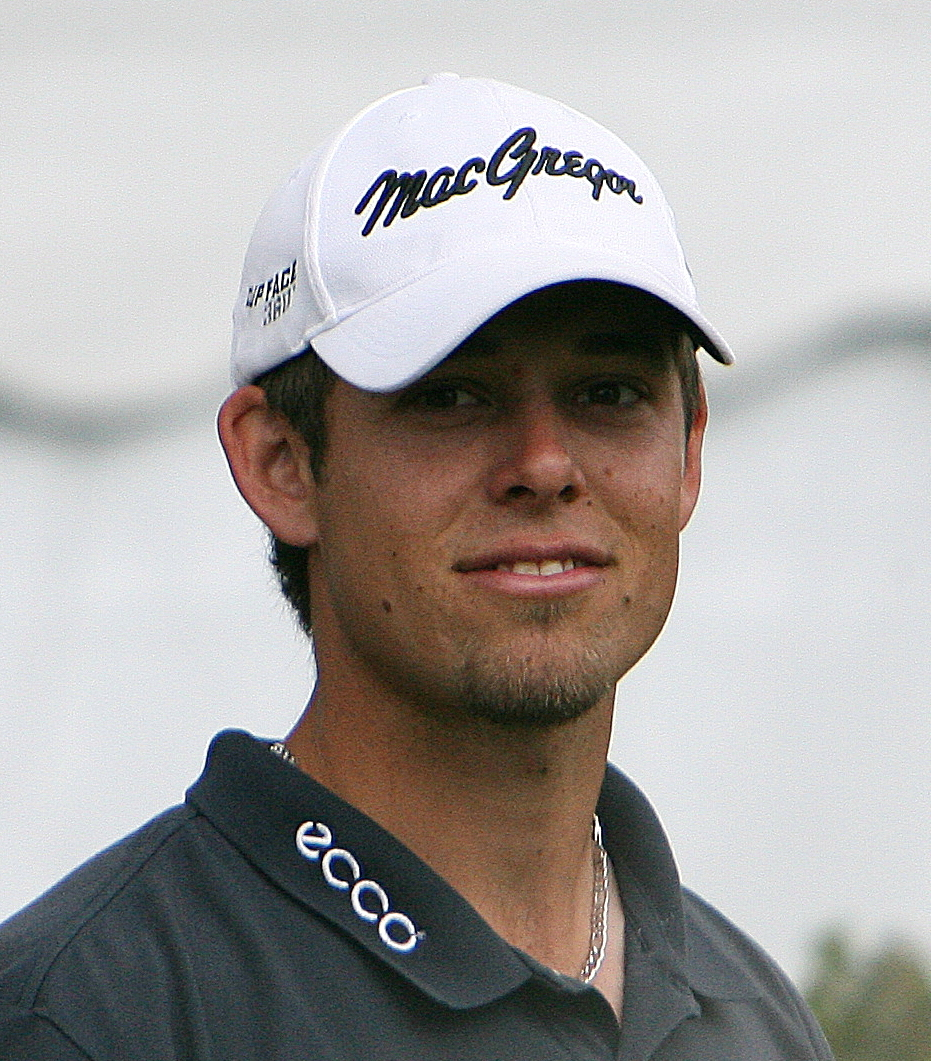
Baddeley in 2007

Aaron John Baddeley (Lebanon, New Hampshire, 17 maart 1981) is een  professional golfer. Hij heeft de Amerikaanse en Australische nationaliteit maar golft namens Australië, waar hij vanaf tweejarige leeftijd woonde. Hij speelt sinds 2003 op de Amerikaanse PGA Tour.

## Carrière
Amateur
Baddeley was de jongste speler die namens Australië in de Eisenhower Trophy meedeed. Als amateur won hij in 1999 het Australisch Open.
Gewonnen
- 1999: Riversdale Cup, Holden Australian Open

### Teams
- Eisenhower Trophy

### Professional
Baddeley werd begin 2000 professional. Zijn eerste overwinning was in zijn rookie-jaar, toen hij zijn titel verdedigde op het Australisch Open dat hij in 1999 als amateur won. Hij won de Australische Order of Merit 2000/2001. Daarna werd zijn succes overschaduwd door het succes van de iets oudere Adam Scott, die in 2005 in de top-10 van de wereldranglijst kwam.
In 2002 speelde Baddeley de Nationwide Tour in de Verenigde Staten. Dat ging zo voorspoedig zodat hij eind 2002 naar de Amerikaanse PGA Tour promoveerde. In 2003 eindigde hij op de 73ste plaats van de Order of Merit, maar 2004 was minder succesvol. Hij behield net zijn speelrecht, en 2005 was weer een beter seizoen. In 2006 won hij de Verizon Heritage en in 2007 het FBR Open. Hij kwam dat jaar in de top-20 van de wereldranglijst.
Volgens de statistieken is Baddeley een van de beste putters van de Amerikaanse Tour.
WK junioren
Baddely is de oprichter van het Aaron Baddeley International Junior Championship (ABIJC) dat jaarlijks in China gespeeld wordt. De resultaten tellen mee voor de World Amateur Golf Ranking. De winnaar en winnares krijgen een wildcard voor het volgende Australisch Open.

#### Gewonnen
Australaziatische PGA Tour
- 1999: Holden Australian Open (als amateur)
- 2000: Holden Australian Open
- 2001: Greg Norman Holden International
- 2007: MasterCard Masters

Europese PGA Tour
- 2001: Greg Norman Holden International
- 2007: MasterCard Masters

Amerikaanse PGA Tour
- 2006: Verizon Heritage (-15)
- 2007: FBR Open (-21)
- 2011: Northern Trust Open (-12)